# Хатта (рудник)
Хатта (рудник) — колишнє шахтне підприємство, яке діяло на півночі Оману.
У 2000 році компанія National Mining Company (з 2010-го відома як Mawarid Mining) виявила родовище Хатта, яке складалось із трьох покладів (Хатта, Хатта-Продовження та Хатта-Південь) та містило 1,2 млн тонн руди з середнім вмістом міді 3,5 %. 
Введення Хатта в розробку припало на 2008 (за іншими даними — 2007) рік. Видобуток вели відкритим способом за допомогою трьох кар'єрів, отримана з яких руда спрямовувалась на збагачувальну фабрику в Ласайлі.
До середини 2010-х запаси Хатта були відпрацьовані.